# Cantonul Montmirail (Marne)
Cantonul Montmirail (Marne) este un canton din arondismentul Épernay, departamentul Marne, regiunea Champagne-Ardenne, Franța.

## Comune
- Bergères-sous-Montmirail
- Boissy-le-Repos
- Charleville
- Corfélix
- Corrobert
- Fromentières
- Le Gault-Soigny
- Janvilliers
- Mécringes
- Montmirail (reședință)
- Morsains
- Rieux
- Soizy-aux-Bois
- Le Thoult-Trosnay
- Tréfols
- Vauchamps
- Verdon
- Le Vézier
- La Villeneuve-lès-Charleville